# Sohouo
Sohouo  è una città e sottoprefettura della Costa d'Avorio appartenente al dipartimento di Korhogo. Conta una popolazione di 16 029 abitanti (censimento 2014).